# Вилијам Џиок
Вилијам Франсис Џиок (фр. William Francis Giauque; 12. мај 1895 — 28. март, 1982) је амерички хемичар рођен у Канади и добитник Нобелове награде 1949. године за своја истраживања особина материје на температурама близу апсолутне нуле. Практично читаву своју образовну и професионалну каријеру провео је на Универзитету у Калифорнији, Беркли.

## Биографија
Вилијам Франсис Џиок рођен је у Нијагара Фолсу, Онтарио, 12. маја 1895, као прво од троје деце Вилијама Шермана Џиока и Изабеле Џејн Данкан.
Како су његови родитељи били амерички држављани, вратили су се у САД, где је он похађао државне школе првенствено у Мичигену. Након смрти оца 1908. године, породица се вратила у Нијагара Фолс, где је студирао на Универзитетском Институту Нијагара Фолса. По завршетку студија тражио је посао у разним електранама у Нијагара Фолсу како из финансијских разлога, тако и да би наставио каријеру у електротехници. Био је прилично неуспешан у томе.
На крају је, међутим, његову пријаву прихватила електро-хемијска компанија Хукер у Нијагара Фолсу, Њујорк, што је довело до запослења у њиховој лабораторији. Уживао је у послу и одлучио да постане инжењер хемије.
Након две године запослења, уписао је Хемијски колеџ Универзитета Калифорније, Беркли, где је 1920. године стекао титулу првог степена. Студирао је на постдипломском факултету у Берклију, и постао универзитетски сарадник (1920–1921) и Џејмс М. Гоујувеј стипендиста (1921–1922). Докторирао је у области хемије са нижим степеном из физике 1922.

### Истраживање
Иако је започео универзитетске студије са интересовањем да постане инжењер, убрзо је развио интерес за истраживање под утицајем професора Гилберта Њ. Луиса. Због својих изванредних студентских резултата, постао је инструктор хемије на Берклију 1922. године, а након проласка кроз различите професорске степене, постао је редовни професор хемије 1934. године. Пензионисан је 1962.

### Апсолутна нула
За трећи закон термодинамике као поље истраживања заинтересовао се током експерименталних истраживања за докторат код професора Џорџа Ернеста Гибсона упоређујући релативне ентропије кристала глицерина и стакла.
Главни циљ његових истраживања био је да низом одговарајућих тестова покаже да је трећи закон термодинамике основни природни закон. 1926. године предложио је метод за посматрање температура знатно испод 1 Келвина (1 К је −457,87 °F или -272,15 °C). Његов рад са Д.П. Макдугалом између 1933. и 1935. их је успешно запослио.
Развио је магнетни уређај за хлађење, сопственог дизајна, да би постигао овај исход, приближивши се апсолутној нули више него што су многи научници мислили да је могуће. Овај посао, осим што је доказао један од основних закона природе, довео је до јачег челика, бољег бензина и ефикаснијих процеса у низу индустрија.
Његова истраживања и истраживања његових ученика обухватила су велики број одређивања ентропије мерењима на ниским температурама, посебно код кондензованих гасова.
Његова истраживања ентропије кисеоника са доктором Хериком Л. Џонстоном довела су до открића изотопа кисеоника 17 и 18 у атмосфери Земље и показала да су физичари и хемичари годинама користили различите опсеге атомске тежине, а да то нису препознали.

### Лични живот
1932. Џиок се оженио са др Мјуриел Франсис Ешли са којом је имао два сина. Умро је 28. марта 1982. у Берклију, у Калифорнији.